# IC 2185
IC 2185 — галактика типу Sc (компактна спіральна галактика) у сузір'ї Близнята.
Цей об'єкт міститься в оригінальній редакції індексного каталогу.